# Andrzej Dziadek
Andrzej Dziadek (* 20. Oktober 1957 in Jasienica) ist ein polnischer Komponist.
Dziadek studierte Komposition bei Józef Świder an der Musikakademie Katowice, wo er 1986 mit Auszeichnung graduierte. Als Stipendiat der österreichischen Regierung und der Alban Berg Stiftung setzte er sein Kompositionsstudium von 1990 bis 1992 an der Universität für Musik und darstellende Kunst Wien bei Francis Burt fort. 1983 gewann er mit Prelude and Toccata für Klavier den Zweiten Preis beim Komponistenwettbewerb in Danzig, 1986 beim Gzegorz-Fitelberg-Wettbewerb für Komponisten den Zweiten Preis mit seiner Sinfonietta und den Dritten Preis mit seinem Cembalokonzert. Seine Erste Sinfonie war 1999 Pflichtwerk beim Fitelberg-Wettbewerb für Dirigenten. Seine Kompositionen wurden bei mehreren Festivals für Neue Musik (u. a. Warschauer Herbst, Capital Music Festival XI in New Jersey, Edmonton New Music Festival, Festival für zeitgenössische Musik in Bukarest) aufgeführt.
Seit 1983 unterrichtet Dziadek an der Schlesischen Universität in Cieszyn. Seit 1993 ist er Präsident des Verband Katowice des polnischen Komponistenverbandes, seit 1994 künstlerischer Leiter des Internationalen Festivals Schlesische Tage der zeitgenössischen Musik.

## Werke
- Aforyzmy für Klavier (1979)
- Poemat für Violine solo (1982)
- Preludium i toccata für Klavier (1983)
- Appassionato für Kammerorchester (1984)
- Sinfonietta für Orchester (1984)
- Koncert na klawesyn i orkiestrę (1985)
- Magnificat für Solostimmen, gemischten Chor und Orchester (1985–1986)
- Poemat für Orchester (1987)
- Aria i Capriccio für fünf Perkussionisten (1987)
- Et misericordia für gemischten Chor a cappella (1989)
- Salve Regina für gemischten Chor und Pauken (1989)
- Fantazja für Orgel (1990)
- Nokturn für Kammerensemble (1991)
- Dwie bagatele für Klavier (1991)
- Streichquartett Nr. 1 „Metamorfozy“ (1991)
- Koncert na skrzypce i orkiestrę (1992–1993)
- Haec dies per coro misto a cappella (1993)
- Pieśń für Gitarre solo (1993)
- Muzyka koncertująca für Gitarre und Streichorchester na (1994)
- Adagio per clarinetto e pianoforte (1994–1995)
- Concertino für Klavier und Orchester (1996)
- Impresja für Orchester (1996)
- Symfonia nr 1 (1996–1997)
- Stabat Mater für Sopran und Streichorchester (1997)
- Musica Sacra für gemischten Chor (1997)
- Walc für Klavier (1998)
- Symfonia nr 2 „Te Deum“ für Chor und Orchester (2000)
- Capriccio für Flöte solo (2001)
- Nokturn für Klavier (2001)
- Largo für Streichorchester na orkiestrę smyczkową (2002)
- Streichquartett Nr 2 (2002–2003)
- Sekstet für Klarinette, Fagott und Streichquartett (2003)
- Kołysanka für Fagott solo (2003)
- Dzwony für Klavier (2004)
- Koncert na organy i orkiestrę smyczkową (2005)
- Trzy pieśnifür Fagott, Klarinette und Flöte (2006)
- Koncert na fortepian i orkiestrę (2006–2007)
- Impresja z Gotlandii für Orgel (2007)
- Klavierstück zu vier Händen (2008)
- Dwie pieśni do słów R.M. Rilkego für Sopran und Klavier (2008)